# L'Aixernador
L’Aixernador fou una editorial i una entitat cultural d'Argentona (Maresme) sorgida des de la societat civil i que mantingué una intensa vida artística, cultural i editora entre 1975 i 1995.
L'Aixernador va néixer de la inquietud d'un grup encapçalat per Joan Pannon i Josep Masó que impulsaren un projecte cultural poc habitual en viles d'un nombre discret d'habitants com era l'Argentona d'aquell moment. L'any 1975 iniciava les seves publicacions L'Aixernador Edicions Argentonines i vuit anys més tard s'obria L'Aixernador Centre Cultural. En el context del final del franquisme i en les beceroles de la democràcia, iniciatives com aquesta fan una important tasca de suplència a favor de la democràcia, les llibertats i pel manteniment de la llengua i cultura catalanes.
En aquells anys, editar des del territori i en català era una empresa que demandava voluntat i valentia. L'Aixernador com editorial es va decantar per fer conèixer autors novells al costat dels més reconeguts. Entre els autora podem trobar Jaume Rifà, Joan Solé Tura, Rafel Vallbona, Joan Aliguer, Salvador Espriu, Joaquim Ripoll o Joan Grau entre d'altres.
El centre cultural era ubicat en una "casa de cos" al carrer Gran, tenia una sala de conferències i exposicions, biblioteca, arxiu i hemeroteca de documentació local i centre d'art. A la seva sala exposaren Rovira-Brull, Joan Hernández-Pijuan, Yago Vilamanyà, Joan Brossa, Joaquim Marimon, Antoni Vila i Arrufat, Francesc Català Roca entre d'altres. Els cicles de conferències hi troben personalitats com Daniel Giralt Miracle, Lluís Permanyer, Ignasi Riera, Maria Aurèlia Campany, Josep M. Ainaud, Alfred Molinas, Miquel Coll i Alentorn, Marta Pessarrodona, Joan Puigcercós, Joan Majó, Manuel Cusachs i Xivillé, Avel·li Artís i Gener, Jordi Bonet i Garí, Valerià Pujol entre d'altres.
Totes aquestes aportacions i intervencions mostren el notable nivell artístic, cultural i cívic de les activitats de l'entitat. Però, també, cal afegir a aquesta nòmina el grup humà que s'implicà en aquesta acció cultural feta amb els seus propis recursos.
L'Aixernador fou una empresa cultural remarcable que, com assenyalà Lluís Permanyer, sols era explicable "per un amor gegantesc vers la nostra cultura i bolcat enterament a la prestació de servei. Una labor descentralitzadora exemplar."